# Бельгия на зимних Олимпийских играх 1980
Бельгия принимала участие в Зимних Олимпийских играх 1980 года в Лейк-Плесиде (США) в одиннадцатый раз за свою историю, но не завоевала ни одной медаль. Сборная состояла из двух горнолыжников: 23-летнего Дидье Ламона и 21-летнего Хенри Моллина.
Флаг на церемонии открытия Игр нёс Хенри Моллин.

## Результаты
Лучший результат: 24 место Хенри Моллина в слаломе.
Соревнования прошли с 14 по 23 февраля на горе Уайтфейс (англ. Whiteface Mountain) близ городка Уилмингтон, северо-восточнее Лейк-Плэсида.
Это была последняя зимняя Олимпиада, когда соревнования по горнолыжному спорту входили также и в зачёт чемпионата мира. После 1980 года чемпионаты мира проводились всегда отдельно.
Мужчины
| Спортсмены   | Соревнования      | 1 заезд        | 1 заезд | 2 заезд        | 2 заезд | Итог           | Итог  |
| Спортсмены   | Соревнования      | Время          | Место   | Время          | Место   | Время          | Место |
| ------------ | ----------------- | -------------- | ------- | -------------- | ------- | -------------- | ----- |
| Дидье Ламон  | Скоростной спуск  |                |         |                |         | 1:57.57        | 34    |
| Хенри Моллин | Скоростной спуск  |                |         |                |         | 1:55.83        | 33    |
| Хенри Моллин | Гигантский слалом | 1:33.02        | 55      | не финишировал | -       | не финишировал | -     |
| Дидье Ламон  | Гигантский слалом | 1:32.54        | 53      | 1:33.14        | 45      | 3:05.68        | 47    |
| Дидье Ламон  | Слалом            | не финишировал | -       | -              | -       | не финишировал | -     |
| Хенри Моллин | Слалом            | 1:01.49        | 29      | 57.40          | 24      | 1:58.89        | 24    |